# Palestinesi cristiani

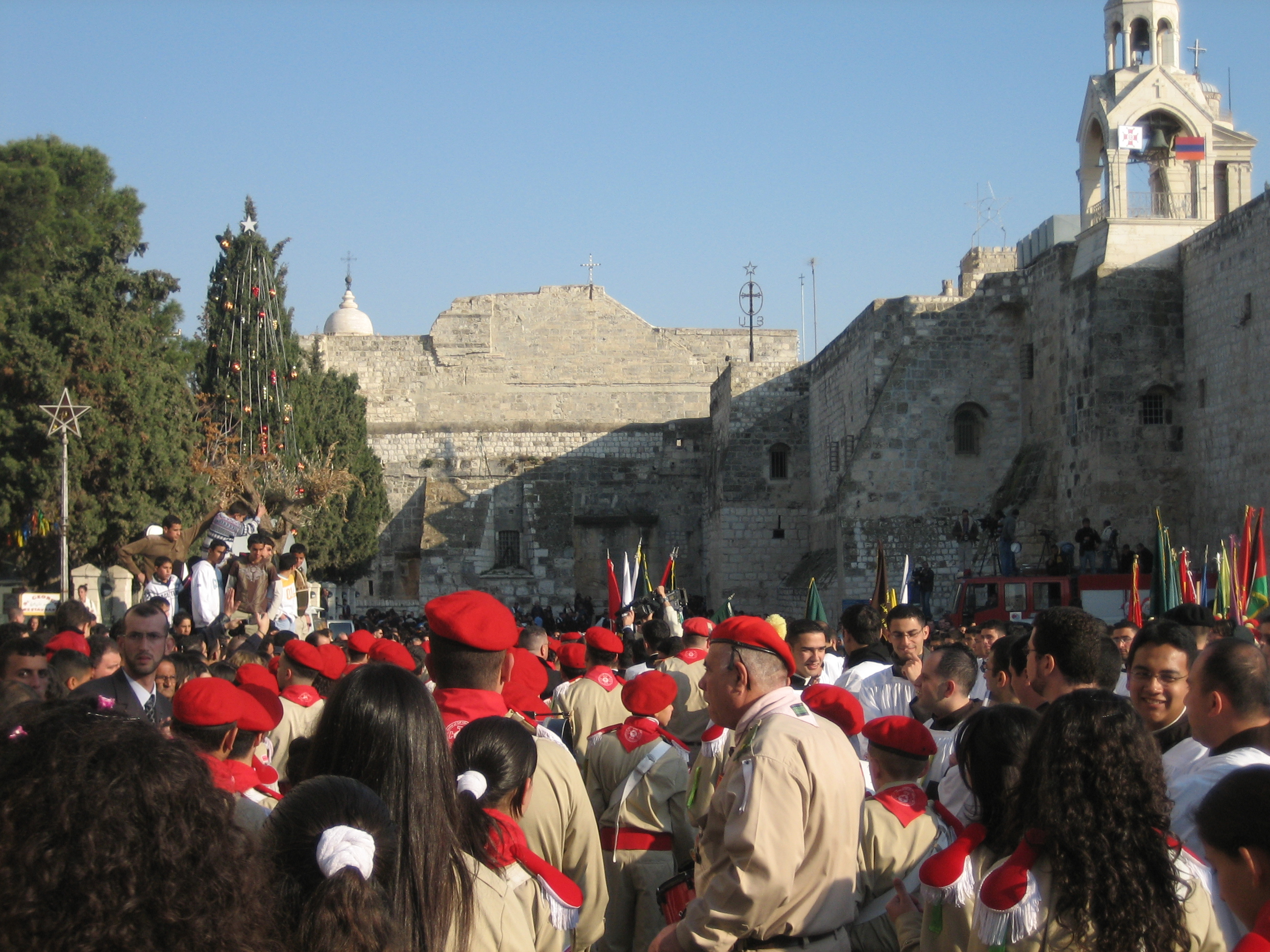
Scout palestinesi cristiani a Betlemme, 2006

I palestinesi cristiani (in arabo الفلسطينيون المسيحيون‎?) costituiscono una cospicua minoranza dei palestinesi. Sono affiliati principalmente alla Chiesa greco-ortodossa di Gerusalemme, alla Chiesa greco-cattolica melchita, alla Chiesa maronita e a varie chiese evangeliche. Le più grandi comunità palestinesi cristiane sono concentrate in Galilea e in Cisgiordania, mentre una vasta proporzione è emigrata nel resto del mondo arabo e in America Latina.

## Etimologia
In lingua araba i cristiani sono chiamati Naṣrānī (derivato dal termine Nazareno) o Masīḥī (derivante dal termine arabo Masīḥ, ossia "Messia"). I parlanti ebraico li chiamano invece Notzri o Notsri (Nazareni", originari cioè della cittadina di Nazareth).

## Demografia
Nel 2015 i cristiani assommavano approssimativamente a 1-2,5% della popolazione araba della Cisgiordania e a meno dell'1% nella Striscia di Gaza. Secondo le stime delle autorità britanniche durante il loro Mandato in Palestina, la popolazione cristiana di Palestina assommava nel 1922 al 9,5% della popolazione complessiva, non casualmente calata al 7,9% già nel 1946. 
Un gran numero di cristiani arabi fuggì o fu espulso dalle aree sotto controllo ebraico della Palestina mandataria durante la guerra arabo-israeliana del 1948, e un piccolo numero lasciò la Palestina durante il periodo 1948–1967, in cui una parte della Palestina fu governata dalle autorità giordane, per ragioni essenzialmente economiche. Dal 1967 la popolazione cristiana palestinese è aumentata rispetto all'emigrazione continua. Vi sono anche molti palestinesi cristiani che discendono da rifugiati palestinesi dopo gli eventi successivi al 1948, fuggiti in Paesi a maggioranza cristiana e convertiti alle fedi religiose lì prevalenti, che formano un'ampia diaspora cristiana.
In tutto il mondo esiste circa un milione di cristiani palestinesi. Essi vivono prevalentemente nei Paesi arabi confinanti con la Palestina storica e nella diaspora, particolarmente in Sud America, Europa e Nord America.
Nel 2009, esistevano all'incirca 50 000 cristiani nei territori palestinesi, in gran parte nella Cisgiordania e circa 3 000 nella Striscia di Gaza. Della consistenza cristiana palestinese in Israele di 154000 persone, quasi l'80% è definito "arabo", molti dei quali identificantisi in "palestinesi". La maggioranza (56%) dei cristiani palestinesi vive nella diaspora palestinese.
Attorno al 50% dei palestinesi cristiani appartiene alla Chiesa ortodossa di Gerusalemme, una delle 15 Chiese della Chiesa ortodossa. Questa comunità è nota anche come "cristiani arabi ortodossi", appartenenti alla Chiesa greco-ortodossa. Vi sono anche maroniti, melkiti-cattolici orientali, giacobiti, caldei, cattolici di obbedienza romana, chiamati localmente "Latini", siro-cattolici, copti ortodossi, copti cattolici, armeni ortodossi, armeni cattolici, quaccheri (Friends Society), metodisti, presbiteriani, anglicani (episcopali), luterani, evangelici, pentecostali, nazareni, Assemblee di Dio, battisti e altri protestanti; oltre a piccoli gruppi di Testimoni di Geova, mormoni e ulteriori gruppetti.
Il Patriarca ortodosso di Gerusalemme, Teofilo III di Gerusalemme, è il capo della Chiesa ortodossa di Gerusalemme, ma Israele ha rifiutato di riconoscere la sua nomina. Se confermata, egli rimpiazzerebbe il patriarca Ireneo (in carica dal 2001), il cui status nella Chiesa è stato messo in discussione dopo un periodo caratterizzato da controversie che hanno suscitato polemiche e scandalo derivante dal fatto che egli ha venduto proprietà palestinesi a israeliani ebrei ortodossi. L'arcivescovo Teodosio (Hanna) di Sebastia è il prelato palestinese di più alto rango nella Chiesa ortodossa di Gerusalemme.